# Podzitwa (sielsowiet Bolciszki)
Podzitwa (biał. Подзітва; ros. Подитва) – wieś na Białorusi, w obwodzie grodzieńskim, w rejonie werenowskim, w sielsowiecie Bolciszki, nad Dzitwą.
Dawniej wieś i folwark. W dwudziestoleciu międzywojennym leżała w Polsce, w województwie nowogródzkim, w powiecie lidzkim, w gminie Raduń.